# Yên hầu Khắc
Yên hầu Khắc (chữ Hán: 燕侯克; trị vì: 1046 TCN - ?), là vị vua đầu tiên của nước Yên - chư hầu nhà Chu trong lịch sử Trung Quốc.
Ông tên thật là Cơ Khắc (姬克), theo Yên quốc sử cảo, ông là con trai trưởng của Thiệu công Thích, phụ chính của nhà Chu dưới thời Chu Vũ Vương, Chu Thành Vương và Chu Khang Vương. Thiệu công vốn được phong ở ấp Thiệu, sau đó lại được Chu Vũ Vương đổi phong cho đất Yên.
Do Thiệu công làm phụ chính của nhà Chu nên Cơ Khắc thay cha đến trấn nhận đất ấy, đóng đô ở Kế Thành (nay là khu vực trấn Lưu Ly Hà thuộc quận Phòng Sơn, Bắc Kinh), còn người em ông nối chức phụ chính nhà Chu.
Sau không rõ ông mất năm nào. Em ông là Cơ Chỉ (tức con trai thứ ba của Thiệu công Thích) lên nối ngôi.